# Бунджак, Дежё
Бунджак Дежё (венг. Dezső Bundzsák; 3 мая 1928, Кишкунхалаш, Бач-Кишкун — 1 октября 2010, Будапешт) — венгерский футболист и футбольный тренер. Выступал на чемпионате мира 1958, в 1957 году стал футболистом года в Венгрии.

## Карьера
С 1950 по 1964 года играл в футбольном клубе «Вашаш», в его составе провел 249 матчей, забил 73 мяча. 3 раза выиграл чемпионат Венгрии, 1 раз кубок Венгрии, и 3 раза Кубок Митропы В 1957 году стал футболистом года в Венгрии.

С 1956 по 1961 года играл за национальную сборную. В её составе провел 25 матчей, забил 1 раз. Выступал на чемпионате мира 1958.

с 1966 по 1985 был тренером футбольных клубов: «Пиерикос», «Паниониос», «Аполлон Смирнис», «Вашаш» и «Панахаики».

В 1979 году был тренером сборной Египта.

## Награды

### Вашаш
Чемпионат Венгрии
- Чемпион (3): 1957, 1960/61, 1961/62

Кубок Венгрии
- Чемпион: 1954/1955

Кубок Митропы
- Чемпион (3): 1956, 1957, 1962